# Bert Darby
Bert Olov Darby, född 6 februari 1941 i Stockholm, är en svensk tidigare officer i Flygvapnet.

## Biografi
Darby blev fänrik i Flygvapnet 1964. Han befordrades till löjtnant 1966, till kapten 1972, till major 1975, till överstelöjtnant 1980 och till överste 1989.
Darby inledde sin militära karriär i Flygvapnet vid Svea flygkår (F 8). År 1976 tillträdde han som detaljchef för Bas- och materielutbildningen vid Flygstaben. År 1980–1983 var han baschef vid Upplands flygflottilj (F 16). År 1984–1989 var han chef för Bas- och materielutbildningen vid Flygstaben. 1989–1993 var han ställföreträdande sektorflottiljchef och tillika flottiljchef för Jämtlands flygflottilj (F 4/Se NN). År 1993–1996 var han chef för Flygmaterielledningen (BAS) vid Försvarets materielverk (FMV). År 1996–1997 var han chefsutvecklare på Flygvapenledningen vid Högkvarteret. Darby lämnade Försvarsmakten 1997.